# Jakob Thrane
Jakob Thrane (født 15. oktober 1993) er en dansk komiker, sanger og skuespiller. Han er en del af komiker- og musiktrioen Umage Image sammen med komiker Ruben Søltoft og Theis Kildetoft.
Født og opvokset i Ullerslev, Fyn.
Han deltog i 2020 i TV 2s underholdningsprogram Stormester.
Han var i 2021 på turné med sit onemanshow Hurtig
Han var i 2024/2025 på turné med sit onemanshow Sart.

## Privat
Thrane blev gift med Marie Thorsen den 5. oktober 2023. Parret har sammen en søn (f. 2024).